# Àrbitre de futbol
L'àrbitre de futbol és un oficial encarregat de fer complir les regles del joc durant un partit de futbol. El seu paper és crucial per a garantir un ambient just i esportiu en el camp de joc. A continuació, es presenta una descripció general sobre l'àrbitre de futbol en el context d'aquest esport.

## Funcions i responsabilitats
L'àrbitre té la responsabilitat principal de garantir que es compleixin les regles establertes per la Federació Internacional de Futbol Associació (FIFA) i altres autoritats competents.
Les seves funcions i responsabilitats inclouen:
- Inici i finalització del partit: L'àrbitre és l'encarregat d'iniciar i finalitzar el partit. Això implica supervisar el servei inicial, així com determinar la durada de la trobada i el temps addicional en casos d'interrupcions.
- Aplicació de regles: Durant el joc, l'àrbitre ha d'aplicar les regles de manera imparcial. Això implica sancionar faltes, targetes grogues o vermelles, i concedir tirs lliures o penals segons correspongui.
- Control de jugadors: L'àrbitre té l'autoritat per a mantenir l'ordre en el camp i controlar el comportament dels jugadors. Pot prendre mesures disciplinàries, si cal, per a prevenir conductes antiesportives.
- Validació dels gols: És responsabilitat de l'àrbitre validar o anuŀlar els gols segons les circumstàncies del joc, com fora de joc, faltes prèvies o infraccions en l'execució de penals.
- Protecció dels jugadors: L'àrbitre ha de vetllar per la seguretat dels jugadors i intervenir, quan calgui, per a prevenir situacions perilloses o violentes.
- Coŀlaboració amb Àrbitres Assistents: Els àrbitres assistents coŀlaboren estretament amb l'àrbitre principal per a prendre decisions precises, especialment en situacions fora de la visió directa de l'àrbitre.
- Formació i certificació: Els àrbitres de futbol solen sotmetre's a una rigorosa formació i certificació, que inclou conèixer exhaustivament les regles del joc, tenir habilitats físiques per a mantenir-se al dia amb la velocitat del joc i comprendre les dinàmiques del futbol modern.
- Ètica i professionalisme: La imparcialitat i el professionalisme són fonamentals en la labor d'un àrbitre. Han de prendre decisions objectives, demostrar integritat en el seu acompliment i mantenir la calma en situacions tibants.